# Arrondissement La Roche-sur-Yon
La Roche-sur-Yon is een arrondissement van het Franse departement Vendée in de regio Pays de la Loire. De onderprefectuur is La Roche-sur-Yon.

## Kantons
Het arrondissement was tot 2014 samengesteld uit de volgende kantons:
- Kanton Chantonnay
- Kanton Les Essarts
- Kanton Les Herbiers
- Kanton Mareuil-sur-Lay-Dissais
- Kanton Montaigu
- Kanton Mortagne-sur-Sèvre
- Kanton Le Poiré-sur-Vie
- Kanton Rocheservière
- Kanton La Roche-sur-Yon-Nord
- Kanton La Roche-sur-Yon-Sud
- Kanton Saint-Fulgent

Na de herindeling van de kantons door het decreet van 17 februari 2014, met uitwerking op 22 maart 2015, omvat het volgende kantons:
- Kanton Aizenay
- Kanton Challans
- Kanton Chantonnay  (deel : 15/16)
- Kanton Les Herbiers
- Kanton Mareuil-sur-Lay-Dissais  (deel : 13/26)
- Kanton Montaigu-Vendée
- Kanton Mortagne-sur-Sèvre
- Kanton La Roche-sur-Yon-1
- Kanton La Roche-sur-Yon-2